# Lepidodermella macrocephala
Lepidodermella macrocephala is een buikharige uit de familie Chaetonotidae. Het dier komt uit het geslacht Lepidodermella. Lepidodermella macrocephala werd in 1971 voor het eerst wetenschappelijk beschreven door d'Hondt. 